# 青春密语
青春密语（The Secret Life of the American Teenager），是一部全美广播公司家庭台（ABC Family）于2008年推出的青少年剧情类电视剧。

## 剧情简介
15岁的乖乖女艾米（Amy）在尤利西斯·斯·格兰特高中(Ulysses S. Grant High School)的校乐队吹法國號，她十分聪明和有天赋，却发现自己怀孕了。该不该告诉自己的父母，告诉那个让自己怀孕的男生里奇(Ricky)呢……

## 演员列表
- 谢琳·伍德利(Shailene Woodley)扮演女主人公艾米·哲根斯(Amy Juergens)。腼腆善良，涉世未深。
- 莫莉·令瓦尔德(Molly Ringwald)扮演安妮·哲根斯(Anne Juergens)，艾米的母亲。18岁因为怀了艾米就嫁给了艾米的父亲。
- 马克·德尔文(Mark Derwin)扮演乔治·哲根斯(George Juergens0，艾米的父亲，经营家具店。
- 英迪雅·艾斯利(India Eisley)扮演阿什利·哲根斯(Ashley Juergens)，艾米的妹妹，正处在叛逆期。
- 弗兰西亚·雷萨(Francia Raisa)扮演爱德莉安·李(Adrian Lee)。学校的“坏女孩”，校乐队的列队表演员(majorette)，希望能和里奇(Ricky)认真交往，可总觉得里奇只是想和她上床而已。
- 肯尼·鲍曼(Kenny Baumann)扮演本·博伊科维奇(Ben Boykewich)。暗恋艾米，并终于付诸行动，加入校乐队找机会接近艾米。
- 戴伦·卡加索夫(Daren Kagasoff)扮演里奇·安德伍得(Ricky Underwood)。学校的“坏小子”，在校乐队当鼓手。幼年曾被生父性虐待，现在和养父母生活在一起。
- 梅根·帕克(Megan Park)扮演格蕾丝·鲍曼(Grace Bowman)，虔诚的基督徒，声称自己直到出嫁的那天都要保守处女之身。
- 格雷戈·芬利(Greg Finley)扮演杰克·帕帕斯(Jack Pappas)，格雷丝的男友，学校美式足球队的队长。
- 霍黑·刘易斯-帕罗(Jorge Luis-Pallo)扮演马克·莫里纳(Marc Molina)，学校新到任的训导官(counselor)。
- Josie Bissett扮演Kathleen Bowman，格蕾丝的母亲。
- John Schneider扮演Marshall Bowman，格蕾丝的父亲，医生。
- Luke Zimmerman扮演Thomas Bowman，格蕾丝父母的养子，患有唐氏综合征。
- Renee Olstead扮演Madison Cooperstein，艾米的好朋友，热情冲动。
- Camille Winbush扮演Lauren Treacy，艾米的好朋友，理智冷静。
- 艾米·莱德(Amy Rider)扮演爱丽丝·瓦尔科(Alice Valko)，本的好朋友，博学多才的亚裔女孩，亨利的女友。
- 阿兰·艾万格里斯塔(Allen Evangelista)扮演亨利·米勒(Henry Miller)，本的好朋友，有点书生气的亚裔男孩，爱丽丝的男友。